# Manuel de Torres Martínez
Manuel de Torres Martínez (La Unión, 25 de enero de 1903 - Almoradí, 29 de septiembre de 1960) fue un jurista español, académico de la Real Academia de Ciencias Morales y Políticas.

## Biografía
Estudió el bachillerato en Orihuela y se licenció en derecho en la Universidad de Valencia el 1925. En 1927 se doctoró en leyes en la Universidad de Bolonia y el 1931 obtuvo el título de perito mercantil. Del 1927 al 1939 fue profesor auxiliar de derecho de la Universidad de Valencia. Fue profesor de economía de la Escuela Social de Valencia hasta el 1936.
Del 1930 al 1936 militó en la Derecha Regional Valenciana y dirigió el Diario de Valencia. Dado que el diario no condenó el golpe de Estado del 18 de julio el agosto de 1936 fue encerrado en la prisión modelo de Valencia. Liberado en octubre del 1936, vivió escondido hasta mayo del 1937, cuando fue detenido de nuevo mientras intentaba pasar a la zona sublevada. Fue internado hasta el final de la guerra en la prisión de San Miguel de los Reyes y el campo de concentración de Albatera.
Después de la guerra civil española se afilió al Movimiento Nacional y fue catedrático de derecho político de la Universidad de Valencia. El 1942 de pasó a enseñar economía pública en la misma universidad. En septiembre de 1940 Franco lo nombró Consejero de Economía Nacional. En 1944 obtuvo la cátedra de teoría económica en la Universidad de Madrid, y en 1951 fue nombrado decano de la Facultad de Ciencias Políticas y Económicas de esta universidad. En 1952 ingresó en la Real Academia de Ciencias Morales y Políticas. También fue presidente de la sección de política económica de la Instituto de Estudios Políticos, director de la revista Economía Política, y en 1956 representante de la Real Academia de Ciencias Morales y Políticas en el Instituto Sancho Montcada del CSIC, del que llegó a ser director.
Fue uno de los introductores del keynesianismo en España. Sus ideas sobre política económica estaban orientadas a la búsqueda de una mayor productividad y se completaban con observaciones sobre el sistema fiscal. Fueron también importantes sus trabajos sobre la dimensión óptima de la explotación. A partir del 1954 dirigió la elaboración de la contabilidad nacional de España y colaboró en la creación de las primeras tablas input-output de la economía española.
Murió repentinamente de un accidente vascular cerebral el 29 de septiembre de 1960 a su finca La Consolación, de Almoradí, donde pasaba las vacaciones de verano.